# Bahnstrecke Maulbronn West–Maulbronn
| |                      |                                                                   |                                                                   |
| Streckennummer (DB): | 4841                 |                                                                   |                                                                   |
| Kursbuchstrecke (DB): | 772                  |                                                                   |                                                                   |
| Kursbuchstrecke: | 326f (1946)          |                                                                   |                                                                   |
| Streckenlänge: | 2,35 km              |                                                                   |                                                                   |
| Spurweite: | 1435 mm (Normalspur) |                                                                   |                                                                   |
| Streckenklasse: | CE                   |                                                                   |                                                                   |
| Maximale Neigung: | 8,5 ‰                |                                                                   |                                                                   |
| Minimaler Radius: | 190 m                |                                                                   |                                                                   |
| Streckengeschwindigkeit: | 50 km/h              |                                                                   |                                                                   |
| Zugbeeinflussung: | –                    |                                                                   |                                                                   |
| |                      |                                                                   |                                                                   |
| \| \| \| von Stuttgart \| \| \| \| \| Maulbronn West \| \| \| \| –0,608 \| nach Bruchsal \| nach Bruchsal \| \| \| −0,452 \| Infrastrukturgrenze DB InfraGO / AVG \| Infrastrukturgrenze DB InfraGO / AVG \| \| \| 0,000 \| Maulbronn West AVG \| Maulbronn West AVG \| \| \| 1,900 \| Forstweg \| Forstweg \| \| \| 2,350 \| Maulbronn (auch Maulbronn Stadt/Kloster, ehemals Maulbronn Stadt) \| Maulbronn (auch Maulbronn Stadt/Kloster, ehemals Maulbronn Stadt) \| |                      |                                                                   |                                                                   |
| Strecke |                      | von Stuttgart                                                     | von Stuttgart                                                     |
| Bahnhof |                      | Maulbronn West                                                    | Maulbronn West                                                    |
| Abzweig geradeaus und nach links | –0,608               | nach Bruchsal                                                     | nach Bruchsal                                                     |
| Wechsel des Eisenbahninfrastrukturunternehmens | −0,452               | Infrastrukturgrenze DB InfraGO / AVG                              | Infrastrukturgrenze DB InfraGO / AVG                              |
| Haltepunkt / Haltestelle | 0,000                | Maulbronn West AVG                                                | Maulbronn West AVG                                                |
| Brücke | 1,900                | Forstweg                                                          | Forstweg                                                          |
| Kopfbahnhof Streckenende | 2,350                | Maulbronn (auch Maulbronn Stadt/Kloster, ehemals Maulbronn Stadt) | Maulbronn (auch Maulbronn Stadt/Kloster, ehemals Maulbronn Stadt) |

Die Bahnstrecke Maulbronn West–Maulbronn ist eine 1914 eröffnete 2,35 Kilometer lange eingleisige Nebenbahn im Nordwesten Württembergs. Die Stichbahn bindet den stadtnahen Bahnhof Maulbronn an den peripher gelegenen Bahnhof Maulbronn West an der Württembergischen Westbahn an.
Den Schienenpersonennahverkehr stellte die Deutsche Bundesbahn 1973 und den Schienengüterverkehr 1997 ein. Seit 1996 wird die Strecke an Wochenenden im Sommer mit Ausflugszügen – dem so genannten Klosterstadt-Express – befahren. Für diesen Zweck übernahm die Albtal-Verkehrs-Gesellschaft (AVG) im Auftrag der Stadt Maulbronn 1998 die Strecke pachtweise. 2023 stimmte der Gemeinderat Maulbronn neuen Bemühungen um eine Reaktivierung im Regelbetrieb zu.

## Geschichte

### Vorgeschichte, Planung und Bau
Die Strecke Maulbronn West–Maulbronn verdankt ihre Entstehung dem Ergebnis der langwierigen und kompromissbehafteten Verhandlungen zwischen den Staaten Baden und Württemberg über den Bau einer Eisenbahnverbindung von Stuttgart nach Baden. Nachdem Einigkeit bestand, dass die Württembergisch-Badische Grenze bei Kleinvillars passiert werden sollte, wäre eine Streckenführung über das Schmiebach- und das Salzachtal naheliegend gewesen, da damit auch die Oberamtsstadt Maulbronn direkten Anschluss an das Eisenbahnnetz erhalten hätte. Dies stand jedoch den Interessen Badens entgegen, das eine südwestlichere Streckenführung über Mühlacker forderte, um seinerseits mit geringerem Aufwand einen Anschluss in Richtung Karlsruhe erbauen zu können. Schlussendlich legte der Staatsvertrag vom 4. Dezember 1850 für den Bau der Westbahn dem Badischen Standpunkt entsprechend eine Streckenführung über Mühlacker, Ötisheim, Ölbronn und weiter über einen Tunnel circa vier Kilometer südwestlich von Maulbronn in das Salzachtal fest.
Für Maulbronn bedeutete dies, dass die Stadt mit der Eisenbahn nur über einen drei Kilometer außerhalb im Wald gelegenen Bahnhof zu erreichen war. Dies veranlasste die Stadt Maulbronn zu diversen Petitionen für die Herstellung einer Eisenbahnverbindung zwischen Bahnhof und Stadt, die mit dem Bedürfnis nach einem Gleisanschluss für die örtlichen weit bekannten Sandsteinbrüche, dem Transport landwirtschaftlicher Güter, aber auch mit dem aufkommenden Tourismus zum berühmten Kloster Maulbronn begründet wurde. Auch die Gemeinde Sternenfels bemühte sich ab 1890 um einen Anschluss an das Eisenbahnnetz, wobei auch eine Strecke Maulbronn–Sternenfels vorgeschlagen wurde. Eine Petition von Oktober 1904 schlug eine Verlängerung der schmalspurigen Zabergäubahn bis nach Mühlacker vor, die über Sternenfels, Freudenstein, Zaisersweiher, Maulbronn, Schmie und Lienzingen führen sollte. Da parallel die Gemeinden Knittlingen, Großvillars, Derdingen und Kürnbach für eine Verlängerung der Zabergäubahn in Richtung Bretten petitionierten, enthielt die erstere Petition auch entsprechende Wirtschaftlichkeitsrechnungen, die der südlicheren Streckenführung eine höhere Rendite bescheinigten.
Die Bemühungen mündeten schließlich in ein am 25. August 1909 beschlossenes württembergisches Gesetz, in dem der Bau einer Normalspurstrecke, die lediglich Maulbronn an die Westbahn anbinden sollte, beschlossen wurde. Ebenfalls im Umfang dieses Gesetzes enthalten war die Bahnstrecke Bretten–Kürnbach über Knittlingen, Großvillars und Derdingen, die jedoch nicht fertiggestellt wurde. Der Endbahnhof in Maulbronn wurde so ausgelegt, dass zu einem späteren Zeitpunkt eine Verlängerung nach Sternenfels möglich gewesen wäre. Am 25. August 1909 beschloss die Württembergische Abgeordnetenkammer das Gesetz zum Bau der Strecke vorbehaltlich der unentgeltlichen Bereitstellung von Grund und Boden im Wert von 45.000 Mark sowie eines Zuschusses von 13.000 Mark durch die Stadt Maulbronn. Nachdem die Stadt diese Voraussetzungen geschaffen hatte, gab das Land Württemberg am 15. August 1911 per Gesetz die noch benötigten Gelder in Höhe von 506.000 Mark frei.

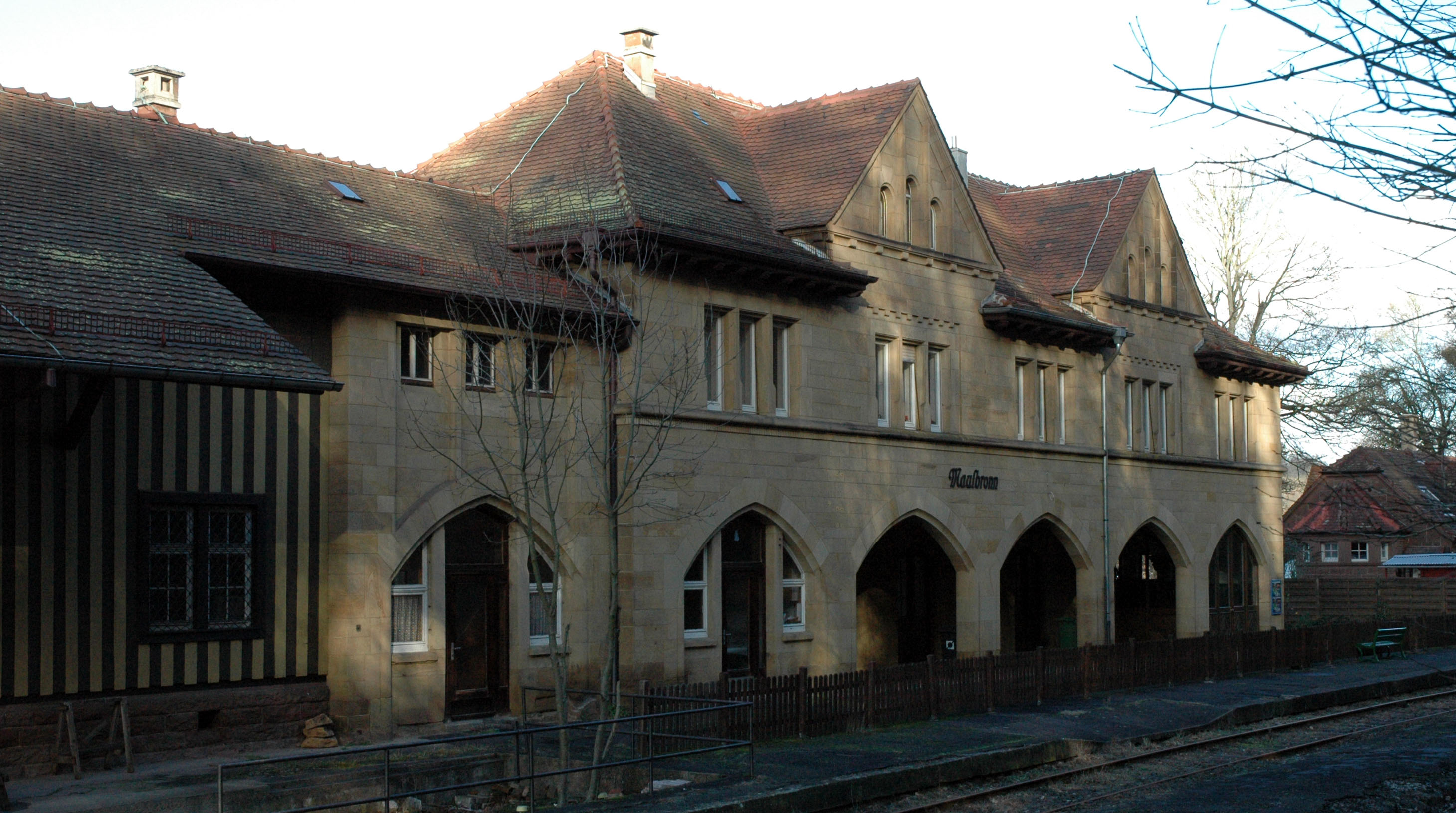
Der Bahnhof Maulbronn in architektonischer Anlehnung an das Kloster (2007)

Noch im selben Jahr wurde mit ersten Vorarbeiten begonnen, der eigentliche Bau wurde im Laufe des Jahres 1912 in Angriff genommen. Um erhöhte Kosten für eine mögliche Verlängerung in Richtung Sternenfels zu vermeiden, wurde der Stadtbahnhof in etwas erhöhter Lage am Talabhang erbaut. Das neue Bahnhofsgebäude wurde völlig unabhängig von der üblichen Württembergischen Bahnhofsarchitektur gestaltet: In neuromanischem Stil nimmt es Bezug auf das Kloster, dem Wahrzeichen der Stadt. Nach rund zweijähriger Bauzeit konnte die Strecke am 1. August 1914, dem Tag der deutschen Mobilmachung für den Ersten Weltkrieg, dem Verkehr übergeben werden. Entsprechend fanden die Feierlichkeiten stark gekürzt und mit nur wenigen Gästen statt.
Die Strecke beginnt im Bahnhof Maulbronn West der Westbahn, der unter dem Namen Maulbronn Hauptbahnhof Start der Zweigstrecke wurde, aber bei der Elektrifizierung der Westbahn für diese zwei neue Durchgangsgleise auf der anderen Seite des Empfangsgebäudes erhielt.

### Niedergang
Nach dem Ende des Stückgutverkehrs 1975 war der Maulbronner Stadtbahnhof unbesetzt. Obwohl ein durch das Land Baden-Württemberg im Rahmen der Regionalisierung des SPNV beauftragtes Konzept im Oktober 1994 einen Stadtbahn-Betrieb zwischen Bretten und Mühlacker unter Einbeziehung der Maulbronner Stichbahn vorsah, kündigte die Deutsche Bahn Ende 1996 an, die Strecke aus wirtschaftlichen Gründen komplett aufgeben zu wollen.

### Erhaltung und Reaktivierungsbemühungen
1998 pachtete die Albtal-Verkehrs-Gesellschaft (AVG) mit Unterstützung der Stadt Maulbronn die Strecke von der Deutschen Bahn, um die dauerhafte Erhaltung zu sichern.
Als 1999 der Stadtbahn-Vorlaufbetrieb der Linie S9 zwischen Bretten und Mühlacker aufgenommen wurde, ergriffen der VCD und Pro Bahn nochmals die Initiative und sprachen sich für den Bau einer Verbindungskurve Bretten–Maulbronn aus, die einen durchgehenden Stadtbahnverkehr auf der Westbahn mit Einbeziehung des Maulbronner Stadtbahnhofs und einem dortigen Fahrtrichtungswechsel ermöglichen sollte. Auch die AVG unterstützte diese Vorhaben. Dennoch kam eine Reaktivierung des Schienenpersonennahverkehrs nicht zu Stande.
Im Dezember 2008 beschloss der Maulbronner Gemeinderat, den Pachtvertrag mit der AVG zu kündigen, was zur Stilllegung der Strecke führen könnte. Gründe hierfür waren die gestiegenen Instandhaltungskosten, anstehende Investitionen in die Infrastruktur, sowie ein Gutachten der AVG, das der Strecke negative Zukunftsaussichten bescheinigte.
Der VCD, der der Strecke entgegen dem Gutachten ein wesentlich höheres Fahrgastpotential zubilligt, fand mit seinem Alternativkonzept kein Gehör beim Gemeinderat. Die AVG war nach eigener Aussage jedoch nicht an einer Stilllegung interessiert.
Eine Machbarkeitsstudie ergab für eine Reaktivierung mit Elektrifizierung der Strecke im täglichen Personenverkehr mit einem stündlichen Linie Maulbronn–Maulbronn West–Ötisheim–(Mühlacker–)Pforzheim Nutzen-Kosten-Verhältnisse größer 1. Der Gemeinderat beauftragte 2024 die Verwaltung, weitere Schritte zur Reaktivierung der Strecke in die Wege zu leiten.

## Streckenbeschreibung

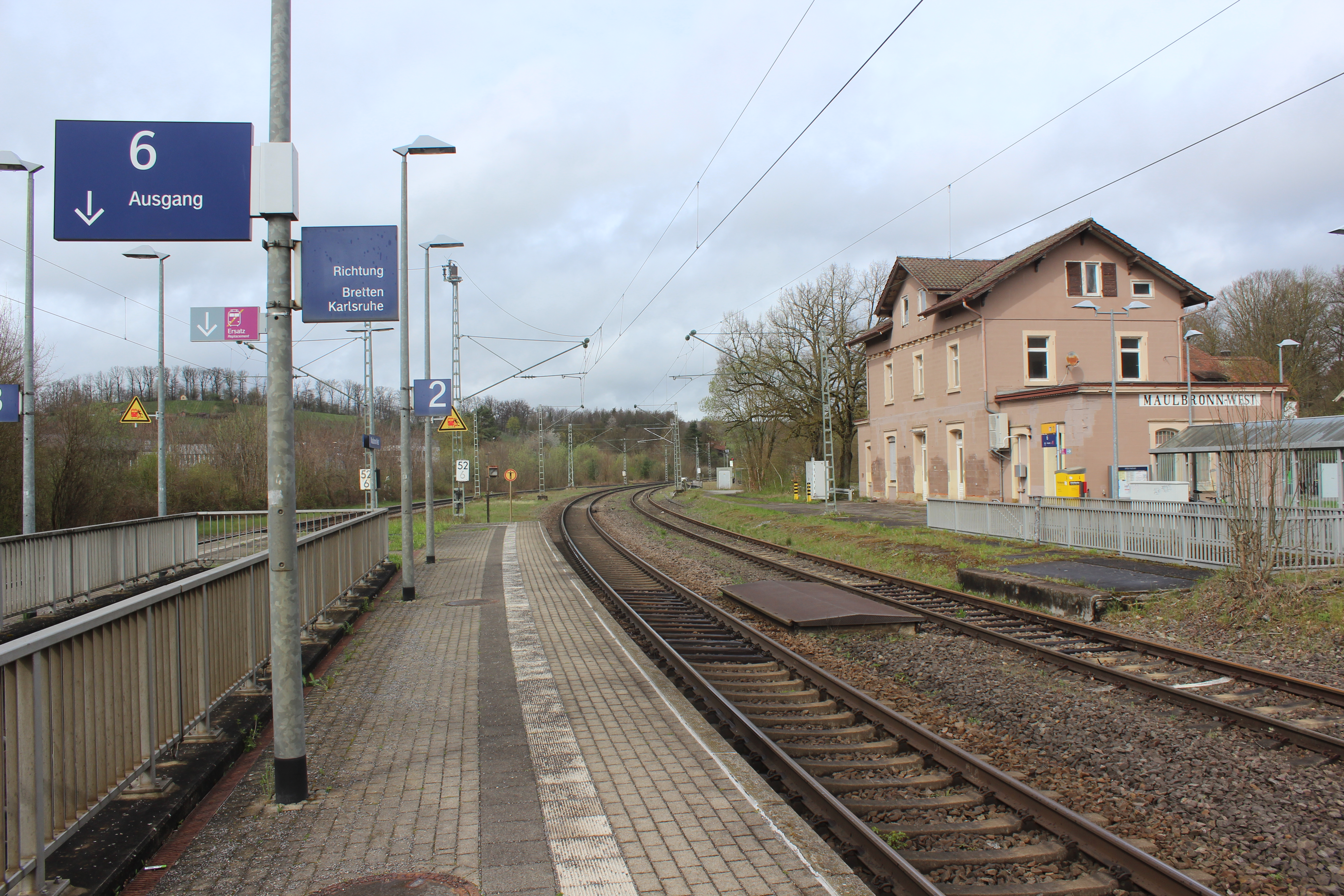
Ausgangspunkt Bahnhof Maulbronn West

Ausgangspunkt der Strecke ist der Bahnhof Maulbronn West, der circa 3,5 Kilometer südwestlich der Stadt liegt und seit der Elektrifizierung der Westbahn zum Keilbahnhof umgebaut ist. Während die Westbahn hier nach Passieren der Wasserscheide zwischen Neckar und Rhein dem Lauf der Salzach abwärts folgt, wendet sich die Nebenbahn von hier aus in einem Einschnitt nordöstlich und folgt der Salzach flussaufwärts. Die Strecke endet am südwestlichen Ortsende, der Bahnhof Maulbronn liegt in circa 800 Metern Entfernung vom Kloster Maulbronn.
Wesentliche Kunstbauten mit Ausnahme von wenigen Durchlässen mussten für die Trassenführung nicht errichtet werden. Das größte Kunstbauwerk ist die Brücke über den Schänzlesweg. Die Kunstbauten wurden durchgängig in Betonbauweise ausgeführt.
Der Oberbau besteht aus S49-Schienen und überwiegend Holzschwellen, teilweise auch Stahlschwellen.

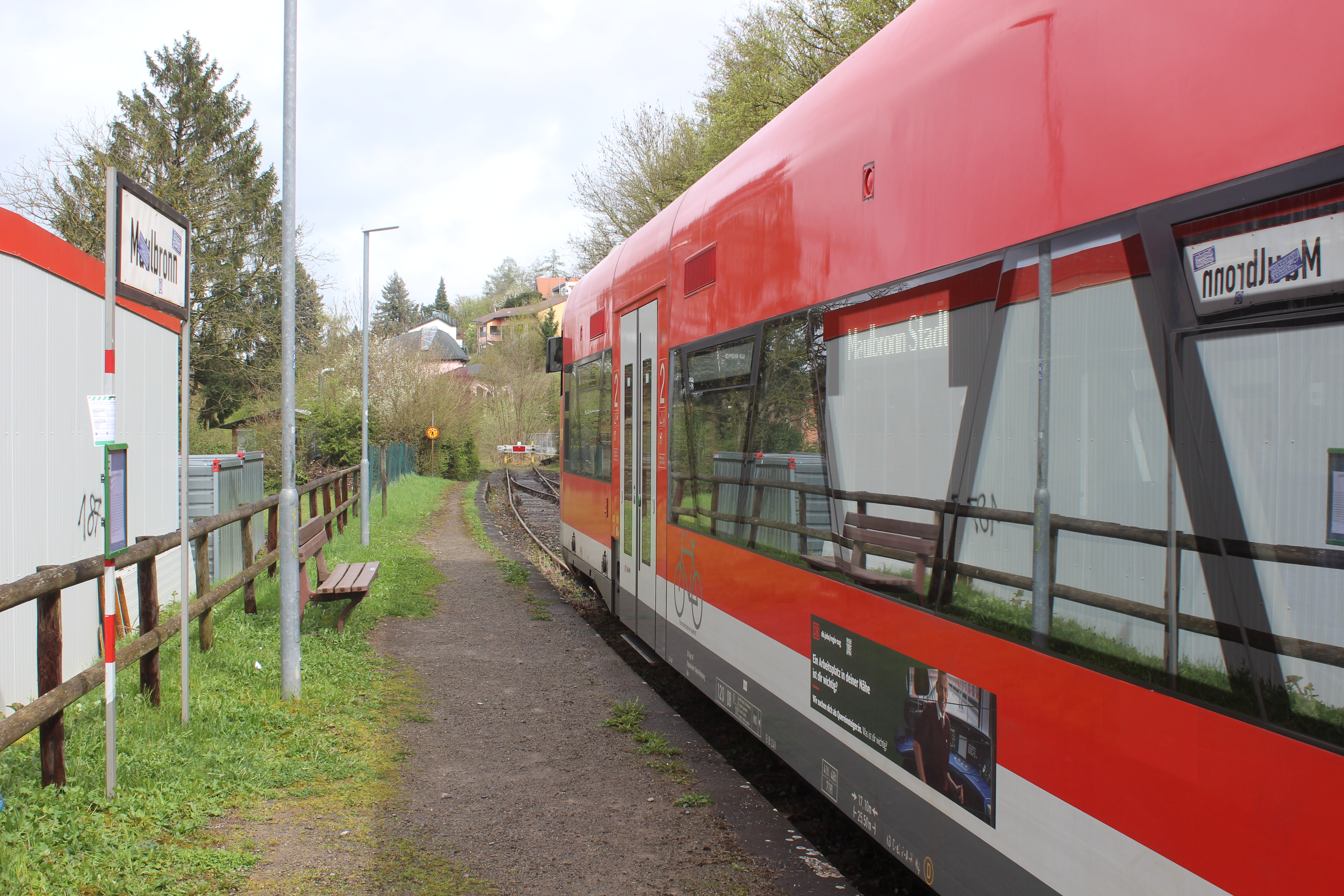
Endpunkt Maulbronn

Die Namen der beiden Bahnhöfe waren im Laufe der Zeit Veränderungen unterworfen. Der Ausgangspunkt der Strecke wurde nach ihrer Eröffnung von Maulbronn in Maulbronn Hauptbahnhof umbenannt. Der Endpunkt hieß zunächst Maulbronn Stadt. Zum Beginn des Fahrplanjahres 1939 wurden Maulbronn Hauptbahnhof in Maulbronn West und Maulbronn Stadt in Maulbronn umbenannt, wie sie auch 2021 immer noch im Betriebsstellenverzeichnis geführt wurden. Die Bezeichnungen Maulbronn Stadt und  Stadtbahnhof haben sich informell gehalten.

## Fahrzeugeinsatz
Aufgrund des geringen Fahrgastaufkommens wurde der Betrieb von Anfang an mit Triebwagen durchgeführt, bis 1948 kam dafür ein in Mühlacker stationierter Kittel-Dampftriebwagen zum Einsatz, der zwischen den beiden Bahnhöfen pendelte. Als Ersatzfahrzeug wurde in Mühlacker ein weiterer Dampftriebwagen stationiert. Zwischen 1948 und 1955 wurde der Betrieb mit dem in Stuttgart stationierten Benzoltriebwagen VT 75 900 durchgeführt, vom Beginn der 1950er Jahre bis zur Einstellung des Personenverkehrs kam ein in Stuttgart stationierten Uerdinger Schienenbus der Baureihe VT 95 zum Einsatz.
Ab dem Sommer 1997 wurde ein Triebwagen der Baureihe 628 eingesetzt.
Seit dem 1. Mai 2005 setzt DB ZugBus Regionalverkehr Alb-Bodensee (inzwischen DB Regio) unter der Bezeichnung Kulturbahn Triebwagen der Baureihe 650.3 ein.

## Verkehr

### Personenverkehr

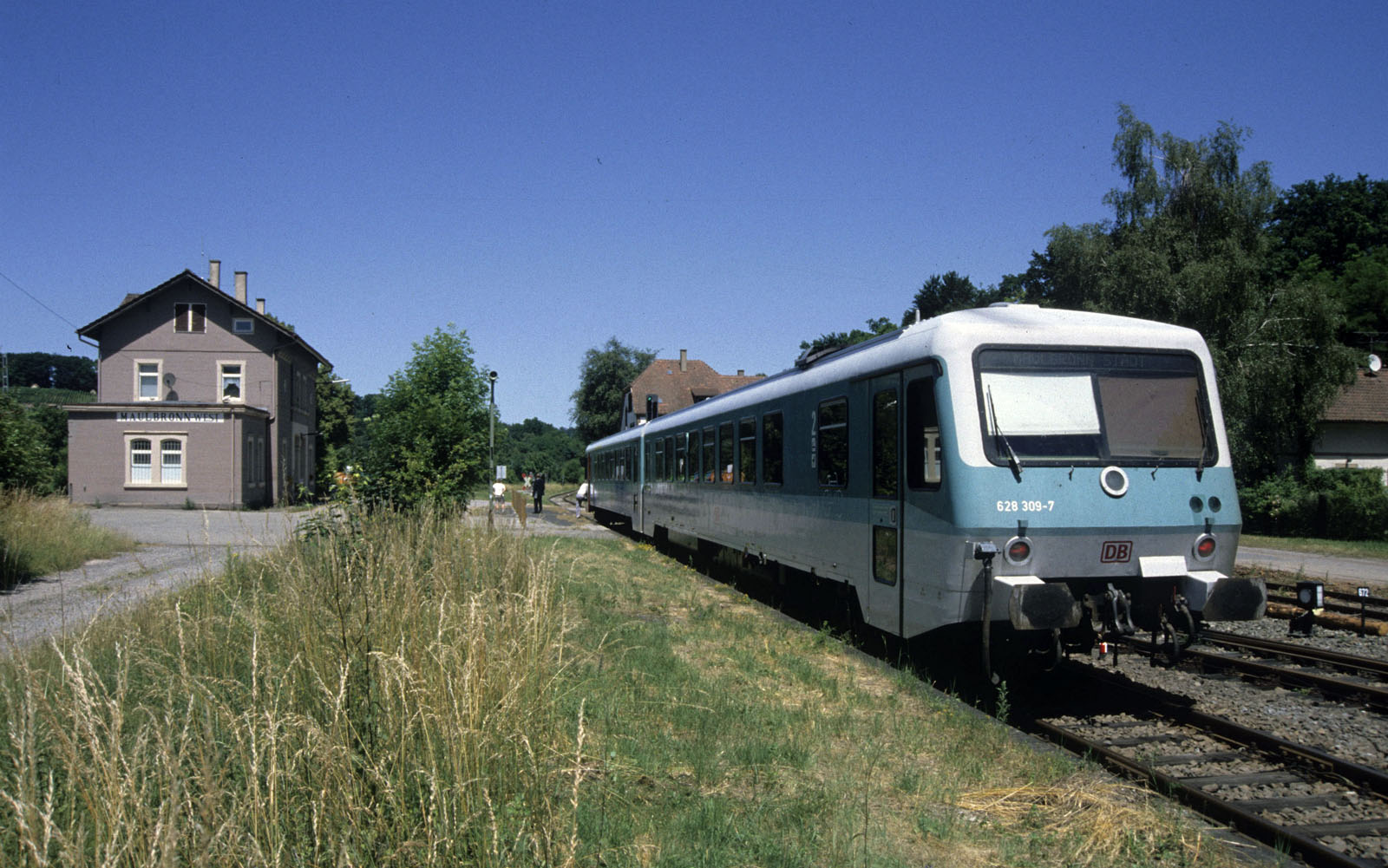
Triebwagen nach Maulbronn in Maulbronn West (Juni 2000)

Von der Eröffnung der Strecke bis zur Einstellung des Personenverkehrs gab es fast durchgehend ein umfangreiches Zugangebot, das zu den in Maulbronn West haltenden Personenzügen einen Anschluss in die Stadt herstellte.
Im ersten Fahrplan 1914 waren 13 tägliche Zugpaare verzeichnet. Über die Jahre gab es auf der Strecke meist circa zwölf bis vierzehn Zugpaare. Während des Ersten Weltkrieges wurde das Angebot reduziert. Während der Wirtschaftskrise von 1923 wurde der Betrieb auf der Strecke an Sonntagen eingestellt. Auch nach Beginn des Zweiten Weltkriegs wurde werktags die Anzahl der Zugpaare verringert.
In den 1950er und frühen 1960er Jahren erlebte die Strecke mit bis zu 20 täglichen Zugpaaren eine letzte große Blüte, doch bereits ab dieser Periode wurde der Zugbetrieb in den Morgen- und Abendstunden und an Wochenenden durch Bahnbusse ersetzt, bevor der planmäßige Personenverkehr schließlich am 2. Juni 1973 vollständig eingestellt wurde.
Um auf das drohende Schicksal hinzuweisen und ein dauerhaftes SPNV-Angebot zu etablieren, veranstalteten der Verkehrsclub Deutschland (VCD) und Pro Bahn mit finanzieller Unterstützung der Anliegerkommunen am 16. Juni 1996 erstmals Sonderfahrten auf den Relationen Bretten–Mühlacker und Maulbronn West–Maulbronn. Zwischen Juni und September 1997 wurden die Sonderfahrten aus Anlass des 850-jährigen Jubiläums des Klosters ausgeweitet: Zwischen Mühlacker und Maulbronn Stadt wurden als „Klosterstadt-Express“ vier Zugpaare angeboten. Aufgrund des großen Erfolges wurde die Initiative im folgenden Jahr fortgesetzt. Um die Erreichbarkeit aus Richtung Karlsruhe zu verbessern, wurden die Stadtbahnen der Linien Karlsruhe–Bretten und Karlsruhe–Bruchsal–Bretten bis Maulbronn West verlängert, so dass unmittelbar Anschluss an den Klosterstadt-Express bestand.
In den Sommermonaten des Jahres 1999 wurde das sonntägliche Zugangebot auf einen Pendelverkehr zwischen den beiden Maulbronner Bahnhöfen auf einen Halbstunden-Takt ausgedehnt und durch eine Verbindung Horb–Pforzheim–Maulbronn ergänzt. Diese führt seitdem den Untertitel „auf den Spuren Hermann Hesses“, womit auf den Lebensweg des Dichters Bezug genommen wird. Von 2000 bis 2007 gab es an den Betriebstagen vier Zugpaare in der Relation Tübingen–Horb–Pforzheim–Maulbronn. Laut VCD nutzen pro Verkehrstag rund 150 bis 250 Fahrgäste das Angebot. Aufgrund einer vollständigen Sperrung der Hauptstrecke zwischen Mühlacker und Bruchsal für Bauarbeiten konnte 2008 kein Zugverkehr nach Maulbronn angeboten werden.
In der Saison 2016 fuhren vom 1. Mai bis zum 16. Oktober an Sonn- und Feiertagen je sechs Zugpaare zwischen Mühlacker und Maulbronn sowie ein Zugpaar von und nach Pforzheim Hauptbahnhof.

### Güterverkehr
Bis 1975 wurde der Bahnhof Maulbronn im Stückgutverkehr bedient und es gab noch bis 1997 unregelmäßigen Güterverkehr.
Zum 31. Juli 1999 stellte die Deutsche Bahn auch offiziell die Bedienung im Güterverkehr ein.